# Эпилепсия
Эпиле́пси́я (лат. epilepsia от др.-греч. ἐπιληψία ← ἐπίληπτος «схваченный, пойманный, застигнутый»), также арх. паду́чая (от лат. caduca) — хроническое неврологическое заболевание, проявляющееся в предрасположенности организма к внезапному возникновению судорожных приступов. Эпилепсией болеют не только люди, но и другие млекопитающие, например: собаки, кошки, мыши, козы.
Другое распространённое и общеупотребительное название этих внезапных приступов — эпилептический приступ.

## Понятие эпилепсии
Наступление единичного характерного для эпилепсии приступа возможно из-за специфичной реакции живого организма на процессы, которые в нём произошли. По современным представлениям, эпилепсия — это неоднородная группа заболеваний, клиника хронических случаев которых характеризуется судорожными повторными приступами. В основе патогенеза этого заболевания лежат пароксизмальные разряды в нейронах головного мозга. Суть болезни сводится к слишком сильному возбуждению и/или недостаточному торможению в нервной системе.

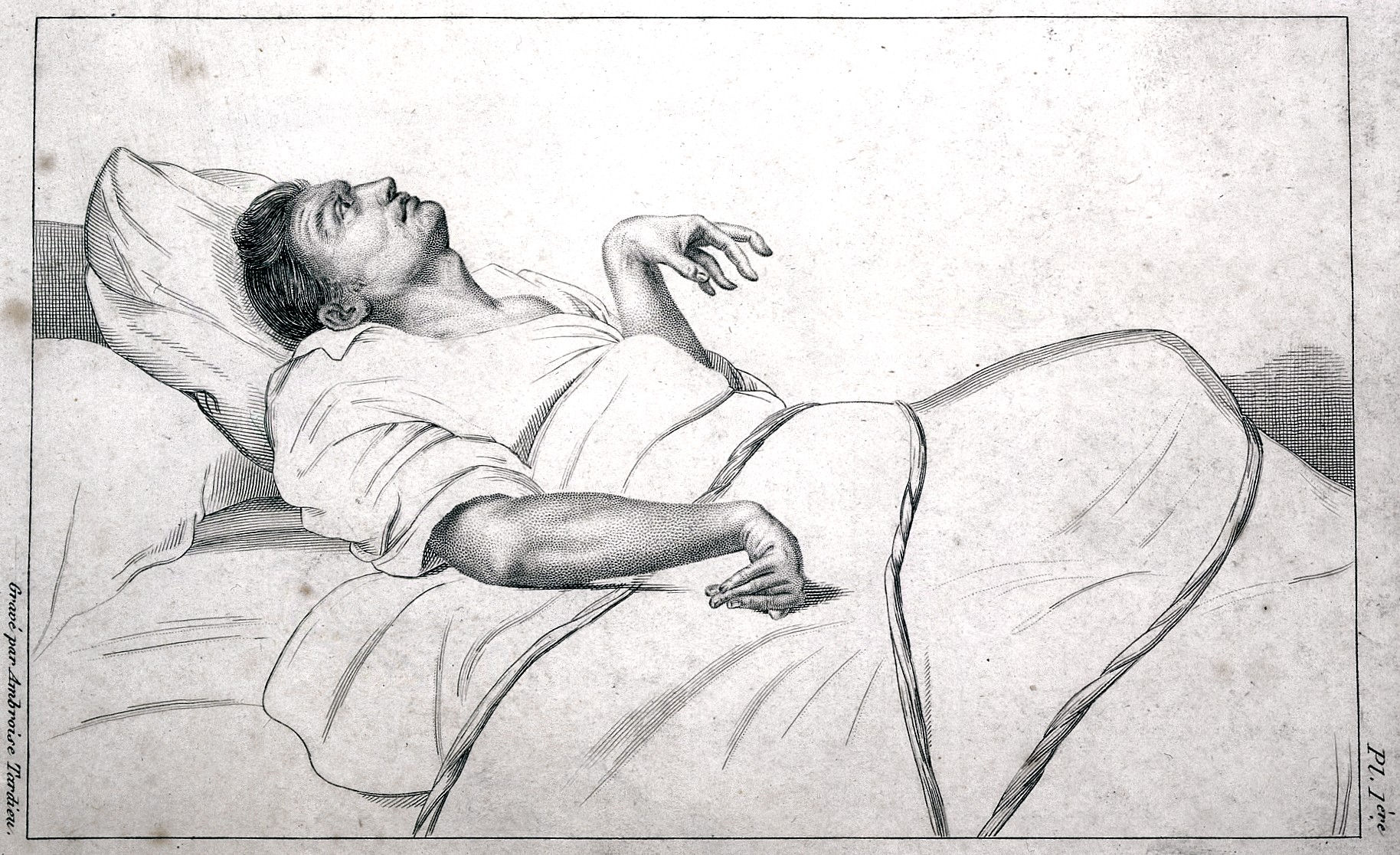
Больной эпилепсией во французской лечебнице: гравюра из книги «О душевных болезнях, рассматриваемых в медицинских, гигиенических и судебно-медицинских отношениях» Жана-Этьена Доминика Эскироля

Эпилепсия характеризуется главным образом типичными повторными приступами различного характера (существуют также эквиваленты эпилептических приступов в виде внезапно наступающих расстройств настроения (дисфории) или характерные расстройства сознания (сумеречного помрачения сознания, сомнамбулизма, трансов). У лиц, страдающих эпилепсией, нередко присутствуют мигрень или депрессия. В некоторых случаях наблюдаются эпилептические психозы, которые протекают остро или хронически и проявляются такими аффективными расстройствами, как страх, тоска, агрессивность или повышенно-экстатическое настроение, а также бредом, галлюцинациями.
Если возникновение эпилептических приступов имеет доказанную связь с соматической патологией, то речь идёт о симптоматической эпилепсии. Кроме того, в рамках эпилепсии часто выделяют так называемую височную эпилепсию, при которой судорожный очаг локализуется в височной доле. Такое выделение определяется особенностями клинических проявлений, характерных для локализации судорожного очага в височной доле головного мозга.
Эпилепсию относят к области неврологии, хотя прежде распространённым было ошибочное представление, что людей, страдающих эпилепсией, должны лечить психиатры. Предпочтительно, чтобы диагностикой и лечением эпилепсии занимались эпилептологи, но в действительности, так как эпилептологов часто оказывается недостаточно, нередко её диагностикой и лечением занимаются неврологи и психиатры, неспособные сориентироваться во всех тонкостях, связанных с этим заболеванием.
В некоторых случаях приступы осложняют течение неврологического или соматического заболевания либо травмы головного мозга.

## Терминология
Международная лига по борьбе с эпилепсией (англ. International League Against Epilepsy; ILAE) даёт два определения эпилепсии.
В соответствии с концептуальным определением, сформулированным в 2005 году, эпилепсия — расстройство головного мозга, характеризующееся стойкой предрасположенностью к эпилептическим приступам, а также нейробиологическими, когнитивными, психологическими и социальными последствиями этого состояния. Это определение эпилепсии предусматривает развитие хотя бы одного эпилептического приступа.
Практическое определение эпилепсии, принятое в 2014 году, рассматривает эпилепсию в контексте конкретных критериев, необходимых для постановки диагноза. Согласно ему, эпилепсия — это заболевание головного мозга, соответствующее хотя бы одному из следующих состояний:
1. Наличие не менее двух неспровоцированных (или рефлекторных) эпилептических приступов (НЭП) с интервалом более, чем 24 часа.
2. Наличие одного НЭП с вероятностью повторных приступов, равной таковой после двух НЭП, в следующие 10 лет (то есть более 60 %).
3. Диагноз эпилептического синдрома.

Эпилептический приступ — преходящие клинические проявления патологической избыточной или синхронной нейронной активности головного мозга. Эпилептические приступы могут проявляться как моторными (то есть двигательными), так и немоторными (например, сенсорными, вегетативными, психическими) нарушениями.
В связи с тем, что у людей с эпилепсией риск развития эпилептических приступов никогда не снижается до уровня такового у людей без эпилепсии, в настоящий момент принято обозначать длительное отсутствие приступов не как «излечение», а как «разрешение эпилепсии». Согласно определению ILAE, разрешение эпилепсии — состояние, соответствующее какому-либо из двух следующих условий:
1. Отсутствие эпилептических приступов в течение 10 лет у пациентов, не получавших противосудорожные препараты более 5 лет.
2. Достижение определённого возраста у пациентов с зависящим от возраста эпилептическим синдромом.

## Классификация приступов
Эпилептические приступы могут иметь различные проявления в зависимости от этиологии, локализации поражения, ЭЭГ-характеристик уровня зрелости нервной системы на момент развития приступа. В основе многочисленных классификаций лежат эти и другие характеристики. Однако с практической точки зрения имеет смысл выделять две категории:

### Первично-генерализованные приступы
Первично-генерализованные приступы — двусторонние симметричные, без очаговых проявлений в момент возникновения. К ним относятся два вида:
- тонико-клонические приступы (grand mal);
- абсансы (petit mal) — короткие периоды потери сознания.

### Парциальные приступы
Парциальные, или фокальные приступы — наиболее частое проявление эпилепсии. Они возникают при повреждении нервных клеток в специфической зоне одного из полушарий мозга и подразделяются на простые парциальные, сложные парциальные и вторично-генерализованные.
- простые — при таких приступах не происходит нарушения сознания;
- сложные — приступы с нарушением или изменением сознания, обусловлены разнообразными по локализации участками перевозбуждения и часто переходят в генерализованные;
- вторично-генерализованные приступы — характерно начало в виде судорожного или бессудорожного парциального приступа или абсанса с последующим двусторонним распространением судорожной двигательной активности на все группы мышц.

## Эпилептический приступ

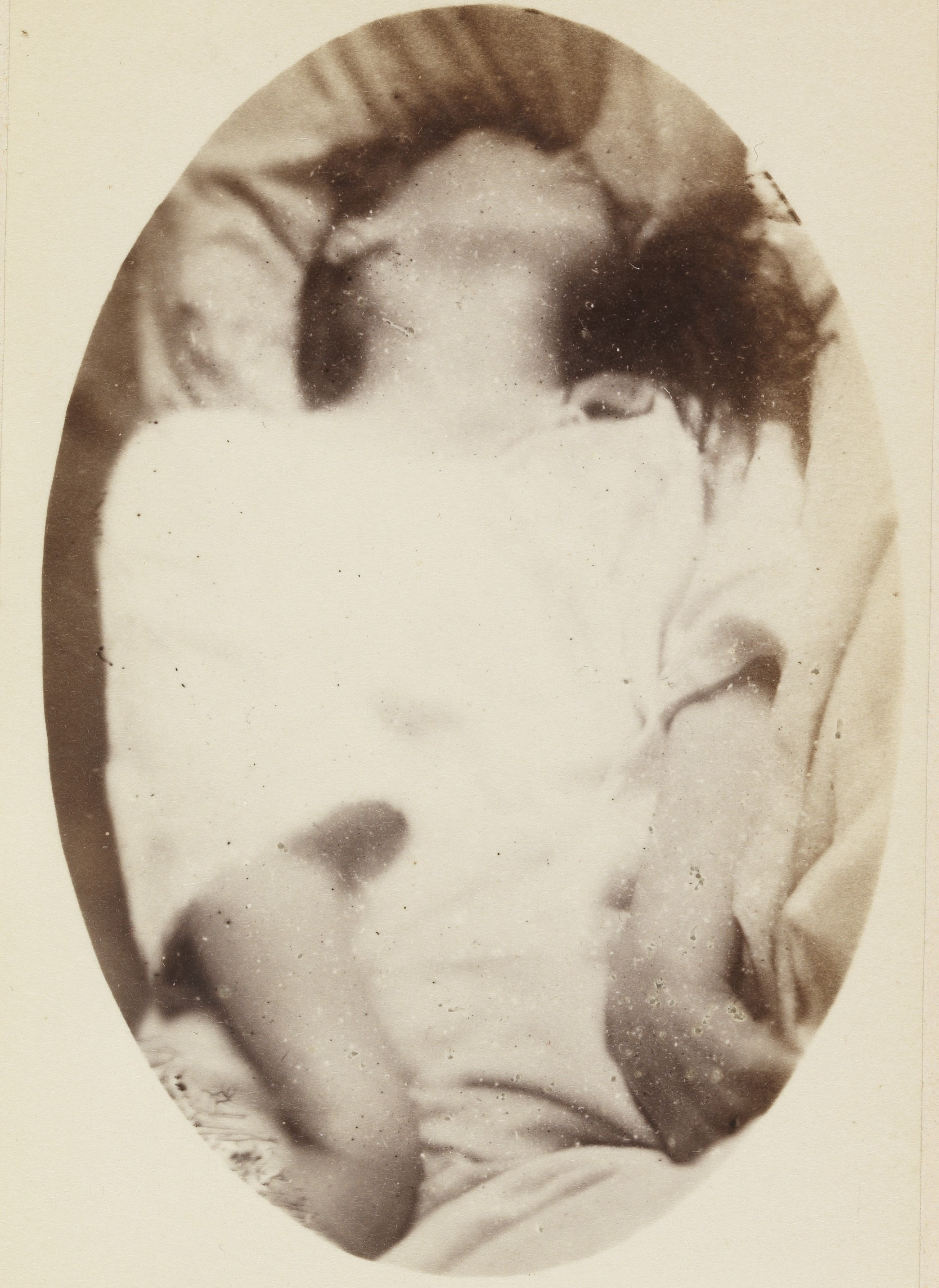
Неподвижное изображение обобщённого припадка

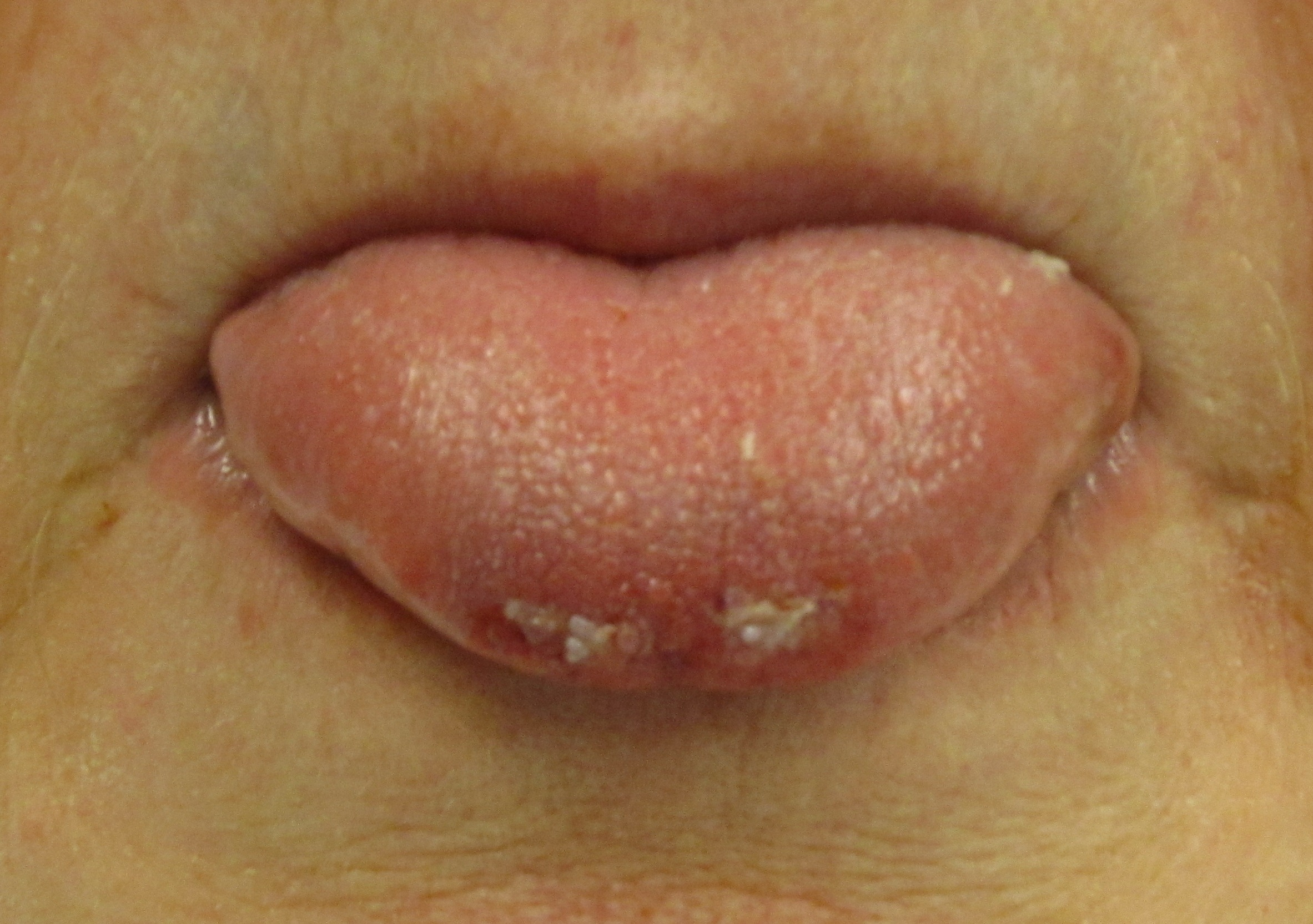
Укус кончика языка из-за судорог

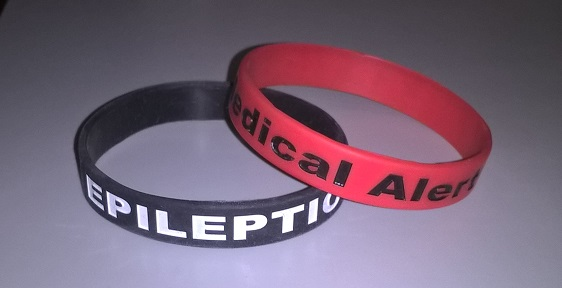
Браслеты, обозначающие их состояние, иногда носят люди с эпилепсией, если им требуется медицинская помощь.

Возникновение эпилептического приступа зависит от комбинации двух факторов самого мозга: активности судорожного очага (иногда его ещё называют эпилептическим) и общей судорожной готовности мозга. Иногда эпилептическому приступу предшествует аура (греческое слово, означающее «дуновение», «ветерок»). Проявления ауры очень разнообразны и зависят от расположения участка мозга, функция которого нарушена (то есть от локализации эпилептического очага). Так же те или иные состояния организма могут быть провоцирующим фактором эпиприступа (эпиприступы, связанные с наступлением менструаций; эпиприступы, наступающие только во время сна). Кроме того, эпилептический приступ может быть спровоцирован рядом факторов внешней среды (например, мерцающим светом, внезапными громкими стуками в дверь или окно, внезапным пробуждением ночью). Существует целый ряд классификаций характерных эпилептических приступов. С точки зрения лечения наиболее удобна классификация, основанная на симптоматике приступов. Она помогает также отличить эпилепсию от других пароксизмальных состояний.

### Международная классификация эпилептических приступов (ILAE, 1981)
1. Парциальные (фокальные, локальные) приступы.
  1. Простые парциальные приступы, протекающие без нарушения сознания.
    1. Моторные приступы:
      - фокальные моторные без марша;
      - фокальные моторные с маршем (джексоновские);
      - адверсивные;
      - постуральные;
      - фонаторные (вокализация или остановка речи).

    2. Соматосенсорные приступы или приступы со специальными сенсорными симптомами (простые галлюцинации, например: вспышки пламени, звон):
      - соматосенсорные;
      - зрительные;
      - слуховые;
      - обонятельные;
      - вкусовые;
      - с головокружением.

    3. Приступы с вегетативно-висцеральными проявлениями (сопровождаются эпигастральными ощущениями, потливостью, покраснением лица, сужением и расширением зрачков).
    4. Приступы с нарушением психических функций (изменения высшей нервной деятельности); редко бывают без нарушения сознания, чаще проявляются как сложные парциальные приступы:
      - дисфазические;
      - дисмнестические (например ощущение «уже виденного»);
      - с нарушением мышления (например: мечтательное состояние, нарушение чувства времени);
      - аффективные (страх, злоба и другие);
      - иллюзорные (например макропсия);
      - сложные галлюцинаторные (например: музыка, сцены и другие);

  2. Сложные парциальные приступы (с нарушением сознания, могут иногда начинаться с простой симптоматики).
    1. Простой парциальный приступ с последующим нарушением сознания:
      - начинается с простого парциального приступ (А.1 — А.4) с последующим нарушением сознания;
      - с автоматизмами.

    2. Начинается с нарушения сознания:
      - только с нарушения сознания;
      - с двигательными автоматизмами.

  3. Парциальные приступы с вторичной генерализацией (могут быть генерализованными тонико-клоническими, тоническими, клоническими):
    1. Простые парциальные приступы (А), переходящие в сложные, а затем в генерализованные.
    2. Сложные парциальные приступы (Б), переходящие в генерализованные.
    3. Простые парциальные приступы, переходящие в сложные, а затем в генерализованные.
2. Генерализованные приступы (судорожные и бессудорожные):
  1. Абсансы
    1. Типичные абсансы
      - только с нарушением сознания;
      - со слабо выраженным клоническим компонентом;
      - с атоническим компонентом;
      - с тоническим компонентом;
      - с автоматизмами;
      - с вегетативным компонентом.

    2. Атипичные абсансы
      - изменения тонуса более выражены, чем при типичных абсансах;
      - начало и (или) прекращение приступов происходит не внезапно, а постепенно.

  2. Миоклонические приступы (единичные или множественные миоклонические судороги).
  3. Клонические приступы.
  4. Тонические приступы.
  5. Тонико-клонические приступы.
3. Неклассифицированные эпилептические приступы (приступы, которые нельзя включить ни в одну из вышеописанных групп из-за отсутствия необходимой информации, а также некоторые неонатальные приступы, например: ритмические движения глаз, жевательные, плевательные движения)
4. Приложение. Повторные эпилептические приступы зависят от различных факторов:
  - случайные приступы, наступающие неожиданно и без видимой причины;
  - циклические приступы, повторяющиеся через определённые интервалы (например в связи с менструальным циклом, циклом сон-бодрствование);
  - приступы, спровоцированные несенсорными (усталость, алкоголь, эмоции и тому подобные) и сенсорными (иногда их относят к рефлекторным приступам) факторами;
  - эпилептический статус — продолжительные приступы или приступы, повторяющиеся настолько часто, что между ними больной не приходит в сознание; различают эпилептический статус фокальных и генерализованных приступов; очень локализованные моторные приступы обозначают термином «постоянная парциальная эпилепсия».

### Международная классификация эпилепсий и эпилептических синдромов (1989)
1. ЛОКАЛИЗАЦИОННО-ОБУСЛОВЛЕННЫЕ (ФОКАЛЬНЫЕ, ПАРЦИАЛЬНЫЕ) ЭПИЛЕПСИИ И СИНДРОМЫ
  1. Идиопатические (с возраст-зависимым дебютом)
    1. Доброкачественная эпилепсия детского возраста с центрально-височными пиками
    2. Эпилепсия детского возраста с затылочными пароксизмами
    3. Первичная эпилепсия чтения

  2. Симптоматические
    1. Хроническая прогрессирующая постоянная эпилепсия детского возраста (Кожевниковский синдром)
    2. Синдромы с приступами, провоцируемыми специфическими факторами (включают парциальные приступы вследствие внезапного пробуждения или эмоционального воздействия)
    3. Эпилепсия височной доли
    4. Эпилепсия лобной доли
    5. Эпилепсия теменной доли
    6. Эпилепсия затылочной доли

  3. Криптогенные
2. ГЕНЕРАЛИЗОВАННЫЕ ЭПИЛЕПСИИ И СИНДРОМЫ
  1. Идиопатические (с возраст-зависимым дебютом)
    1. Доброкачественные семейные неонатальные судороги
    2. Доброкачественные идиопатические неонатальные судороги
    3. Доброкачественная миоклоническая эпилепсия раннего детского возраста
    4. Детская абсансная эпилепсия
    5. Ювенильная абсансная эпилепсия
    6. Ювенильная миоклоническая эпилепсия
    7. Эпилепсия с большими приступами при пробуждении
    8. Другие идиопатические генерализованные эпилепсии (не указанные выше)
    9. Эпилепсия с приступами, провоцируемыми специфическими видами провокации (рефлекторные приступы)
    10. Криптогенные и/или симптоматические (с возраст-зависимым дебютом)
    11. Синдром Веста (инфантильные спазмы)
    12. Синдром Леннокса-Гасто
    13. Эпилепсия с миоклоническими абсансами
    14. Эпилепсия с миоклонически-астатическими приступами

  2. Симптоматические
    1. Неспецифической этиологии
      1. Ранняя миоклоническая энцефалопатия
      2. Ранняя инфантильная эпилептическая энцефалопатия с комплексами «вспышка-угнетение» на ЭЭГ
      3. Другие симптоматические генерализованные эпилепсии, не указанные выше

    2. Специфические синдромы (включают заболевания, при которых приступы являются ранним и основным проявлением болезни)
3. ЭПИЛЕПСИЯ И СИНДРОМЫ, ИМЕЮЩИЕ ПРИЗНАКИ ФОКАЛЬНЫХ И ГЕНЕРАЛИЗОВАННЫХ
  1. С генерализованными и фокальными приступами
    1. Неонатальные судороги
    2. Тяжёлая миоклоническая эпилепсия раннего детского возраста
    3. Эпилепсия с продолжительными комплексами «пик-волна» во время медленного сна
    4. Приобретённая эпилептическая афазия (синдром Ландау — Клеффнера)
    5. Другие формы, не указанные выше

  2. Без чётких признаков генерализованности или фокальности
4. СПЕЦИАЛЬНЫЕ СИНДРОМЫ
  1. Приступы, связанные с определённой ситуацией
    1. Фебрильные судороги
    2. Судороги, возникающие при острых метаболических нарушениях

  2. Изолированные судороги или изолированный статус.

## Судорожный очаг
Судорожный очаг является результатом органического или функционального повреждения участка мозга, вызванного любым фактором (недостаточное кровообращение (ишемия), перинатальные осложнения, травмы головы, соматические или инфекционные заболевания, опухоли и аномалии головного мозга, нарушения обмена веществ, инсульт, токсическое воздействие различных веществ). На месте структурного повреждения рубец (в котором иногда образуется заполненная жидкостью полость (киста)). В этом месте периодически может возникать острый отёк и раздражение нервных клеток двигательной зоны, что ведёт к судорожным сокращениям скелетных мышц, которые, в случае генерализации возбуждения на всю кору головного мозга, заканчиваются потерей сознания.

## Судорожная готовность
Судорожная готовность — это вероятность увеличения патологического (эпилептиформного) возбуждения в коре головного мозга сверх уровня (порога), на котором функционирует противосудорожная система мозга. Она может быть высокой или низкой. При высокой судорожной готовности даже небольшая активность в очаге может привести к появлению развёрнутого судорожного приступа. Судорожная готовность мозга может быть настолько велика, что приводит к кратковременному отключению сознания и в отсутствие очага эпилептической активности. В данном случае речь идёт об абсансах. И наоборот, судорожная готовность может отсутствовать вовсе, и, в этом случае, даже при очень сильном очаге эпилептической активности, возникают парциальные приступы, не сопровождающиеся потерей сознания. Причиной повышенной судорожной готовности является внутриутробная гипоксия мозга, гипоксия в родах или наследственная предрасположенность (риск эпилепсии у потомства больных эпилепсией составляет 3—4 %, что в 2—4 раза выше, чем в общей популяции).

## Диагностика эпилепсии

### Электроэнцефалография

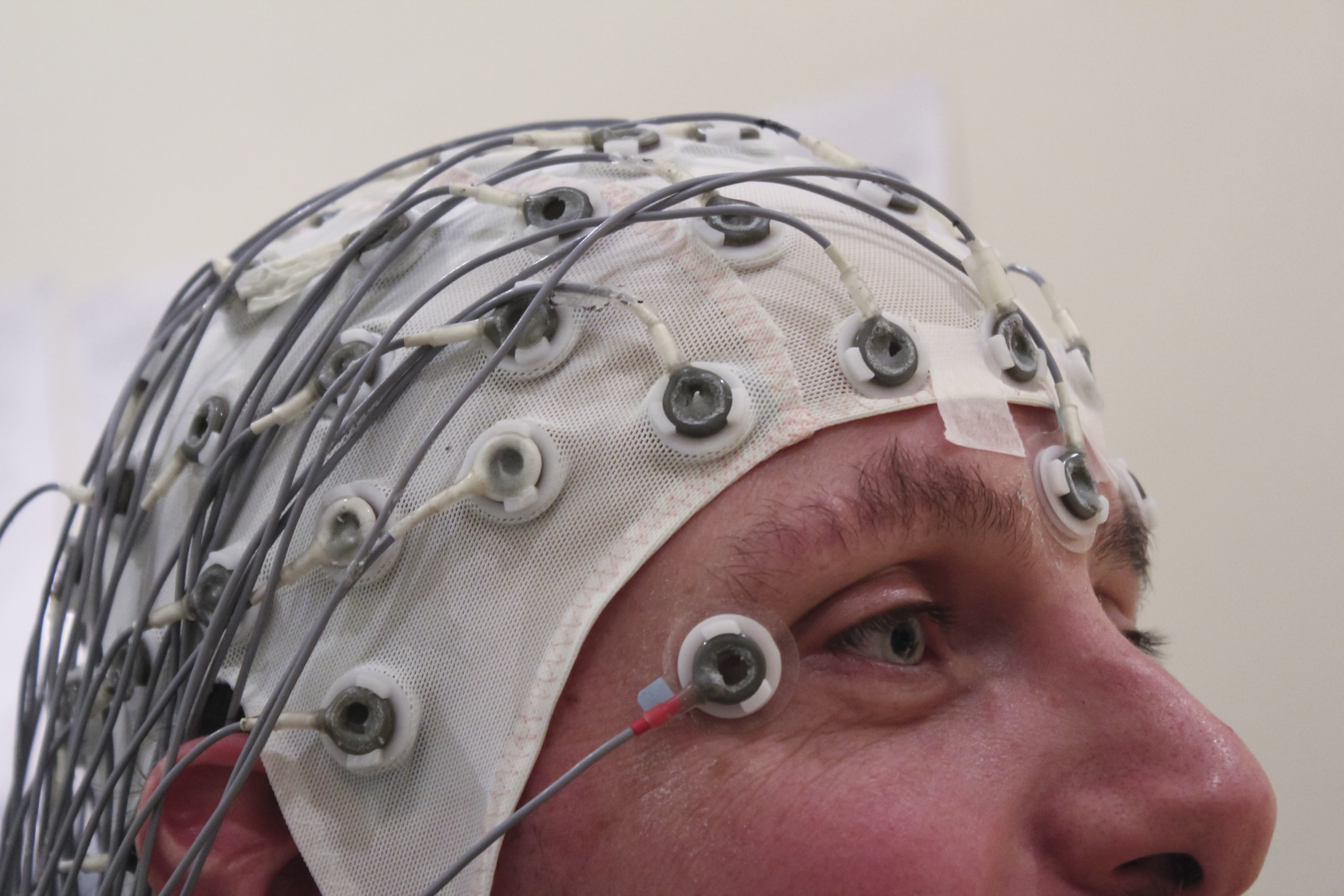
ЭЭГ может помочь в определении очага эпилептического припадка

Для диагностики эпилепсии и её проявлений получил широкое распространение метод электроэнцефалографии (ЭЭГ), то есть трактовки электроэнцефалограммы. Особенно важное значение имеет наличие фокальных комплексов «пик-волна» или асимметричных медленных волн, указывающих на наличие эпилептического очага и его локализацию. О наличии высокой судорожной готовности всего мозга (и, соответственно, абсансов) говорят генерализованные комплексы пик—волна. Однако всегда следует помнить, что ЭЭГ отражает не наличие диагноза эпилепсии, а функциональное состояние головного мозга (активное бодрствование, пассивное бодрствование, сон и фазы сна) и может быть нормальной даже при частых приступах. И наоборот, наличие эпилептиформных изменений на ЭЭГ не всегда свидетельствует об эпилепсии, но в некоторых случаях является основанием для назначения антиконвульсантной терапии даже без явных приступов (эпилептиформные энцефалопатии).

## Причины смерти при эпилепсии (синдром внезапной смерти при эпилепсии, СВСПЭ)

Смертность от эпилепсии на миллион человек в 2012 году
0–7
8–10
11–13
14–17
18–21
22–28
29–37
38–67
68–100
101–232

Особенно опасен эпилептический статус в связи с выраженной мышечной активностью: тонико-клонические судороги дыхательной мускулатуры, аспирация слюны и крови из ротовой полости, а также задержки и аритмии дыхания ведут к гипоксии и ацидозу; сердечно-сосудистая система испытывает запредельные нагрузки в связи с гигантской мышечной работой; гипоксия усиливает отёк мозга; ацидоз усиливает нарушения гемодинамики и микроциркуляции; вторично всё больше ухудшаются условия для работы мозга. При пролонгированном в клинике эпистатусе нарастает глубина коматозного состояния, судороги принимают тонический характер, гипотония мышц сменяется их атонией, а гиперрефлексия — арефлексией. Нарастают гемодинамические и дыхательные нарушения. Судороги могут полностью прекратиться, и наступает стадия эпилептической прострации: глазные щели и рот полуоткрыты, взор безучастный, зрачки широкие. В таком состоянии может наступить смерть.
Два основных механизма ведут к цитотоксическому действию и некрозу, в них клеточная деполяризация поддерживается стимуляцией NMDA-рецепторов и ключевым моментом является запуск внутри клетки каскада разрушения. В первом случае чрезмерное нейрональное возбуждение является результатом отёка (жидкость и катионы поступают внутрь клетки), ведущее к осмотическому повреждению и клеточному лизису. Во втором случае активация НМДА-рецепторов активирует поток кальция в нейрон с аккумуляцией внутриклеточного кальция до уровня выше, чем вмещает цитоплазматический кальций-связывающий белок. Свободный внутриклеточный кальций является токсичным для нейрона и ведёт к серии нейрохимических реакций, включающих митохондриальные дисфункции, активирует протеолиз и липолиз, уничтожающие клетку. Этот замкнутый круг и лежит в основе гибели больного при эпистатусе.
Наиболее распространённые причины смерти при эпилепсии — утопление в ванне, водоёме, бассейне и на рыбалке, травма головы при падении, асфиксия из-за перекрытия дыхательных путей пеной, рвотными массами, подушкой во время эпилептического приступа. Также человек может получить ожог от огня, костра, кипятка, газовой плиты, в тяжёлых случая это тоже приводит к смерти. По этой причине происходит примерно 1 смерть в год на 1000 пациентов.
Техника безопасности при приступах: Для уменьшения рисков травматизма пользуются защитными головными уборами, ободками, каскетками, сигнализаторами приступов, капами для сна, GPS и SOS режимами на телефоне для своевременной помощи, инфобраслетами, датчиками падения в смартфонах. Также обустраивают безопасную домашнюю среду — защитные экраны на батареи отопления, мягкие накладки на углы мебели, безосколочная посуда и стекла, СВЧ и индукционные печи вместо газовых, термостат на воду против ожогов. Заменяют прием ванны душем, используют поручни и спецтабуреты в ванной. Используют антиудушающую подушку, пропускающую воздух и влагу. Наиболее опасны при эпилепсии скоростные, боевые, подводные виды спорта. Вождение автомобиля опасно даже при медикаментозной длительной ремиссии, так как противоэпилептические препараты снижают время реакции и могут иметь другие побочные эффекты.
Первая помощь при приступе эпилепсии: Для определения заболевания и контактов родных незнакомого человека, у которого начался приступ, проверяют инфобраслет на руке, заглавную страницу смартфона или медкарточку в кармане. Для предотвращения перекрытия дыхательных путей человека поворачивают набок. Использование предметов для разжимания челюстей может привести к травмам слизистой полости рта, поломке зубов и попаданию осколков в дыхательные пути. Человек во время судорог может не дышать некоторое время. Для предотвращения травмы головы подкладывают мягкое или придерживают голову. Для предотвращения переломов не сдерживают судороги. Если приступ происходит на проезжей части, возле огня, на лестнице или в воде, человека переносят в безопасное место, чтобы избежать травматизма или смертельного исхода. После приступа у человека может быть постприступный сон, слабость, спутанность сознания, поэтому человека не оставляют одного. Если приступ длится более 5 минут, то вызывают скорую помощь.

## Прогноз при эпилепсии
В XIX веке было широко распространено представление, что эпилепсия обусловливает неизбежное снижение интеллекта:287, приводит к умственной отсталости и эпилептической деменции. В XX веке это представление подверглось пересмотру: было обнаружено, что ухудшение когнитивных функций происходит лишь в сравнительно редких случаях:287 и что коэффициент интеллекта у лиц с эпилепсией нередко достигает высоких значений.
Многочисленные исследования показали, что у взрослых и детей при условии хорошего контроля приступов на фоне приёма противосудорожных средств прогноз в отношении интеллектуальных нарушений благоприятный.
Приблизительно у 70 % больных на фоне лечения наступает ремиссия, то есть приступы отсутствуют в течение 5 лет. В 20—30 % приступы продолжаются, в таких случаях нередко требуется одновременное назначение нескольких противосудорожных препаратов.

## Эпилепсия и личность
В XIX веке авторы трудов по психиатрии предполагали, что эпилептические приступы вызывают разрушение личности. В начале XX века утвердилось мнение, что и эпилепсия, и изменения личности при этом заболевании представляют собой следствие какой-либо общей глубинной патологии. Распространено было представление, в соответствии с которым «эпилептическую личность» характеризовали как эгоцентричную, раздражительную, «религиозную», сварливую, упрямую и обладающую вязким мышлением. В дальнейшем стало очевидно, что эти идеи возникли в результате наблюдений за постоянно пребывающими в стенах клиник тяжелобольными с серьёзным поражением мозга. Обследование же пациентов с эпилепсией, живущих в обществе, привело к выводу, что лишь меньшинство из них испытывают трудности, обусловленные аномалиями личности, а если такие личностные проблемы всё же возникают, они обычно не носят какого-либо специфического характера. В частности, очень мало данных, свидетельствующих в пользу гипотезы о связи между эпилепсией и агрессивностью:287.
У многих лиц с эпилепсией не наблюдается психических и интеллектуальных нарушений. В перерывах между эпилептическими приступами, периодичность которых в разных случаях существенно варьируется, большинство лиц с эпилепсией ничем не отличается от здоровых людей. Если же при эпилепсии присутствуют психические расстройства или умственная отсталость, эти нарушения обусловлены обычно основным тяжёлым заболеванием мозга, по отношению к которому вторична эпилепсия, либо недостаточной эффективностью противоэпилептических препаратов. Кроме того, психические нарушения могут быть обусловлены социальными факторами — так, расстройство личности в тех случаях, когда оно действительно наблюдается у человека, страдающего эпилепсией, может быть связано с социальными ограничениями, налагаемыми на эпилептика, реакцией окружающих на его заболевание:287.

## Лечение
Общая цель лечения может быть разделена на отдельные цели, которые требуют применения различных усилий:
| Название цели                                                                        | Способы достижения |
| ------------------------------------------------------------------------------------ | --- |
| Обезболить периоды приступов                                                         | Для больных, испытывающих во время приступа боль, уменьшить её, например, регулярным приёмом противосудорожных и/или обезболивающих лекарств. Кроме лекарств, также могут подойти и другие средства. Например, помочь снять боль в этом случае может регулярное употребление богатого кальцием сушёного чернослива, но этот способ не устраняет причину приступов — спонтанную реакцию начала приступа в головном мозге больного эпилепсией, он только повысит содержание кальция в организме, что, возможно, облегчит течение судорог. |
| Предотвратить наступление новых приступов                                            | Хирургически, медикаментозно, кетогенная диета |
| Снизить частоту приступов                                                            | Если приступы полностью не удаётся предотвратить, то можно достичь цели снизить их частоту. Хирургически, медикаментозно, VNS-терапия, кетогенная диета |
| Снизить длительность отдельных приступов                                             | Длящиеся более минуты приступы с задержкой дыхания называют тяжёлыми приступами, а длящиеся менее 10—15 секунд — лёгкими. Во время тяжёлых приступов с задержкой дыхания может пострадать мозг и другие органы из-за недостатка их снабжения кислородом. |
| Добиться отмены приёма лекарств                                                      | Без возобновления припадков |
| Свести к минимуму побочные эффекты лечения                                           | Подбирается индивидуально |
| Обезопасить общество от больных эпилепсией, совершающих общественно опасные действия | В предчувствии приступа, во время него или после него больные могут чувствовать себя особенным образом, что может привести к невменяемому состоянию и совершению противоправных действий. Медикаментозно, физическое усмирение: изоляция, надевания смирительной рубашки; профилактические мероприятия — например, в виде регулярного контроля того, что ногти на руках обрезаны и в невменяемом состоянии ими будет невозможно поцарапать других людей.                                                                                |

Хотя желательно, чтобы лечением и диагностикой эпилепсии занимались эпилептологи, в действительности этим нередко занимаются обычные неврологи и психиатры. Лечение заболевания проводится как амбулаторно, так и стационарно. Из лиц, страдающих эпилепсией, лишь 8—10 % нуждаются в стационарном лечении, большинство же людей, страдающих эпилепсией (свыше 90 %), наблюдаются амбулаторно.
Стационарное лечение пациентов с эпилепсией может проводиться в неврологических больницах и отделениях или в психиатрических — в последних, в частности, в случае, если больной эпилепсией совершил общественно опасные действия во временном расстройстве психической деятельности или при хронических расстройствах психической деятельности и к нему применены принудительные меры медицинского характера. Больные, принудительно помещённые в психиатрический стационар, признаются нетрудоспособными на весь период нахождения в стационаре и имеют право на получение пенсии и пособий согласно законодательству РФ об обязательном социальном страховании.

### Медикаментозное лечение эпилепсии

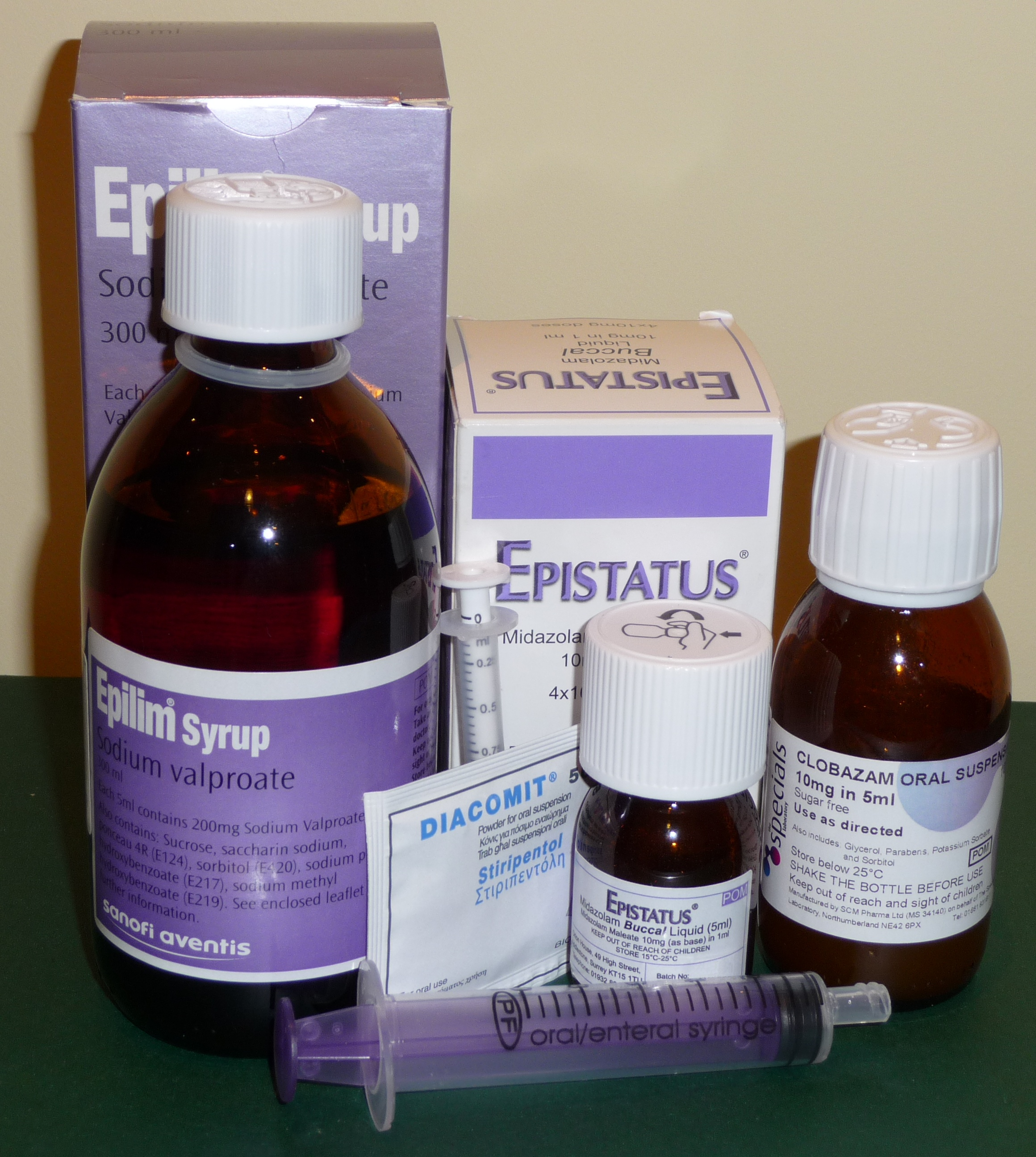
Антиконвульсанты

- Противосудорожные, другое название антиконвульсанты, снижают частоту, длительность, в некоторых случаях полностью предотвращают судорожные приступы.

При терапии эпилепсии главным образом применяют противосудорожные препараты, использование которых может продолжаться на протяжении всей жизни человека. Выбор антиконвульсанта зависит от типа приступов, синдромов эпилепсии, состояния здоровья и других лекарств, принимаемых пациентом В начале рекомендуется использование одного средства.. В случае, когда это не имеет должного эффекта, рекомендуется перейти на другое лекарство. Два препарата одновременно принимают, только если одно не работает. Приблизительно в половине случаев первое средство эффективно, второе даёт эффект у ещё примерно 13 %. Третье либо совмещение двух может помочь дополнительным 4 %. У около 30 % людей приступы продолжаются, несмотря на лечение антиконвульсантами.
Возможные препараты включают в себя фенитоин, карбамазепин, вальпроевую кислоту, и примерно одинаково эффективны как при частичных, так и генерализованных приступах (абсансы, клонические приступы). В Великобритании карбамазепин и ламотриджин рекомендованы как препараты первой линии для лечения частичных приступов, а леветирацетам и вальпроевая кислота второй линии из-за их цены и побочных эффектов. Вальпроевая кислота рекомендована как препарат первой линии при генерализованных приступах, а ламотриджин — второй. У тех, кто не имеет приступов, рекомендуются этосуксимид или вальпроевая кислота, которая особенно эффективна при миоклонических и тонических или атонических приступах. В качестве дополнительного средства в лечении фармакорезистентной эпилепсии может быть использован топирамат
В апреле 2018 года консультативный совет FDA рекомендовал зарегистрировать лекарственный препарат на основе каннабидиола. Его предназначение — терапия тяжёлых форм эпилепсии у детей. В случае положительного решения регулятора препарат станет первым в США зарегистрированным средством из медицинской марихуаны. Препарат представлен в форме сиропа, содержание тетрагидроканнабинола составляет менее 0,1 %. Лекарственное средство успешно прошло клинические исследования среди детей старше 2 лет, страдающих синдромом Драве и синдромом Леннокса-Гасто — редких и тяжёлых форм эпилепсии. Согласно данным испытаний, лекарственное средство на основе каннабидиола помогает снизить частоту приступов на 50 % у 40 % больных синдромом Леннокса-Гасто (в группе плацебо показатель составляет — 15 % пациентов). Похожая эффективность была продемонстрирована при лечении синдрома Драве.
Вальпроаты, карбамазепин, окскарбазепин и ламотриджин улучшают настроение у пациентов с эпилепсией. Пациентам с эпилепсией, у которых есть аффективные расстройства, целесообразно назначать в качестве стабилизаторов настроения вальпроаты, карбамазепин или ламотриджин.

### Немедикаментозные методы лечения
- Кетогенная диета (у детей)
- Электростимуляция блуждающего нерва — экспериментальный метод для взрослых
- Хирургическая операция

## Отношение к эпилепсии

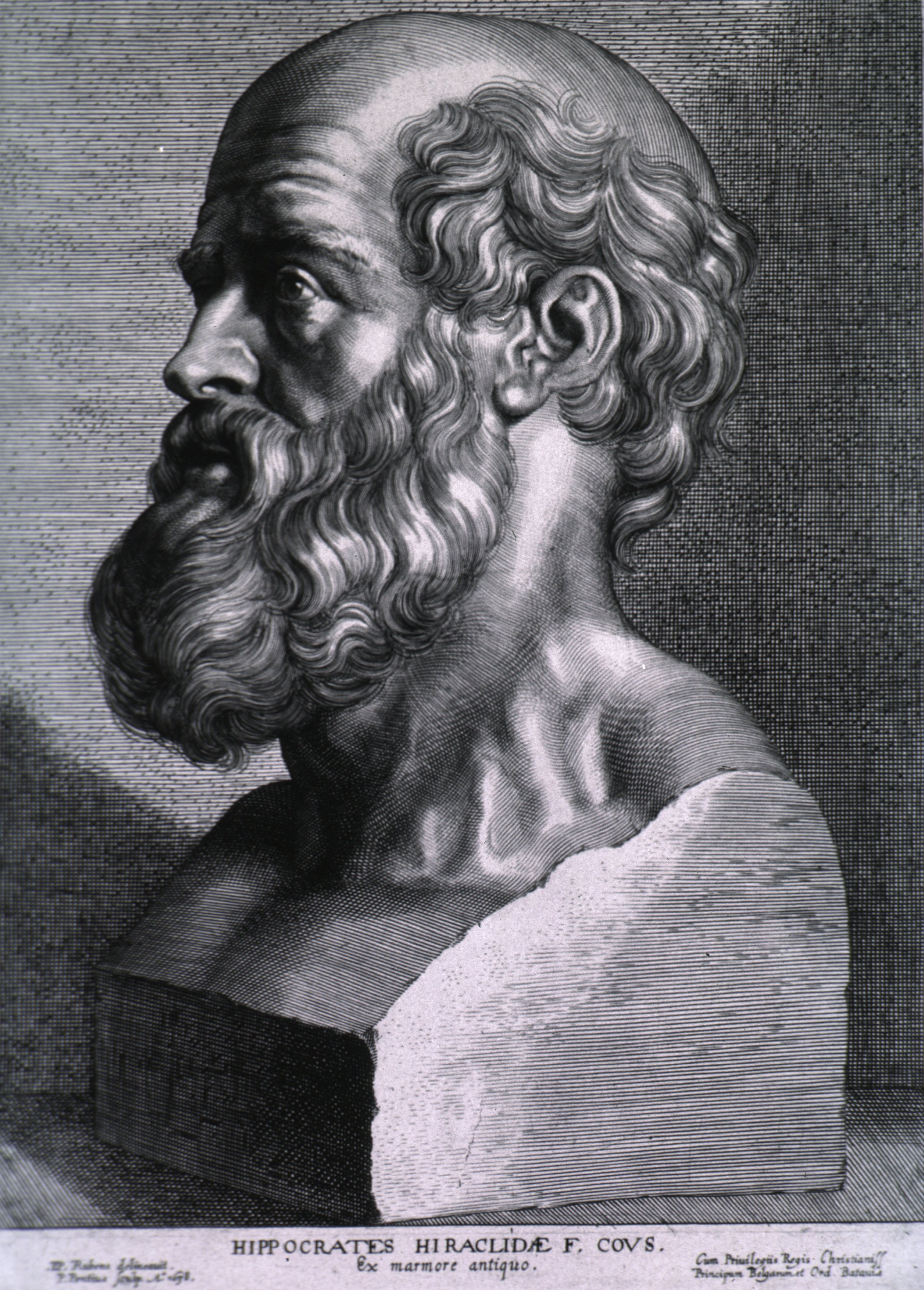
Гиппократ, гравюра XVII века, выполненная Питером Паулем Рубенсом на античном бюсте

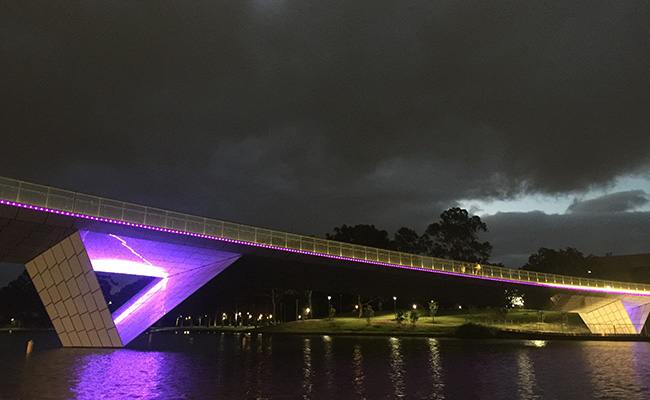
Подсветка моста в австралийской Аделаиде в Фиолетовый день, день осведомлённости об эпилепсии

Эпилепсия — одно из самых старых распознаваемых медицинских состояний, о ней сохранились письменные свидетельства, датируемые 4000 годом до н. э. Древние греки и римляне объясняли эпилепсию божественным вмешательством — «геркулесова болезнь», «божественная болезнь», «падучая». Также в одном из средневековых руководств к вызову духов говорится, что при неправильной подготовке к обряду маг может погибнуть, испытав при этом эпилептический и апоплексический удар.
В течение столетий к эпилепсии относились со страхом и непониманием, людей с эпилепсией подвергали дискриминации и социальной стигматизации. История отношения к эпилепсии связана со многими предрассудками, которые воспринимались как научные данные. Так, в XIX веке считалось, что между эпилепсией, с одной стороны, и склонностью к насилию и агрессивному поведению, с другой, существует немало общего (в частности, этой точки зрения придерживался Ч. Ломброзо, усматривавший у эпилептиков дегенеративные признаки, которые, по его мнению, были характерны для преступников). В XX веке научный и культурный прогресс привёл к разрушению этих концепций, теперь они не являются актуальными и могут рассматриваться лишь в рамках истории науки.
Однако отношение общества к лицам, страдающим эпилепсией, по-прежнему неоднозначно и преимущественно негативно. Больных эпилепсией всё ещё широко стигматизируют. Это может повлиять на качество жизни людей, страдающих эпилепсией, и их семей. В некоторых странах социальную стигматизацию и дискриминацию людей с этим расстройством преодолеть труднее, чем эпилептические припадки как таковые. Исследование, проводившееся в РФ, показало, что большинство людей с эпилепсией (57 %) испытывают недоброжелательное отношение к ним коллег по работе, они вынуждены скрывать информацию о своём заболевании от коллег (в 62 % случаев) и от окружающих (в 73 % случаев).
Люди с эпилепсией могут сталкиваться с такими трудностями, как ограниченный доступ к медицинскому страхованию и страхованию жизни, лишение возможности получения водительских прав, препятствия при получении тех или иных профессий. Законодательство многих стран отражает те или иные предрассудки в отношении эпилепсии — например в Китае и Индии эпилепсия часто становится поводом для запрещения или аннулирования браков; в Великобритании вплоть до 1971 года действовал закон, разрешающий отмену брака по причине эпилепсии, в США до 1970-х годов лицам, страдающим эпилепсией, могли на законных основаниях отказывать в доступе в рестораны, театры, увеселительные центры и другие общественные здания. В 1990 году в США и в 1992 году в Великобритании и Австралии были приняты законы, запрещающие дискриминацию людей с эпилепсией.
В России наличие диагноза эпилепсии, выставленного в тот или иной период жизни, лишает человека возможности работать врачом или медсестрой, непосредственно занятыми лечением больных, а также педагогом или артистом. В России, в Польше и Японии человек, получивший этот диагноз, на всю жизнь лишается права вождения автомобиля (хотя, согласно рекомендациям Международного бюро по эпилепсии, длительность периода от последнего приступа, позволяющая человеком с диагнозом эпилепсии поставить вопрос о получении права на вождение, должна составлять два года).
Существует предрассудок, что эпилепсией можно заразиться, хотя в действительности она не является инфекционным заболеванием.
Популярная идея о необходимости при припадке раскрыть больному рот и засунуть в него ложку или другие предметы — это опасное заблуждение, способное привести к травме. Не следует разжимать рот больного, даже если произошло прикусывание языка: велика вероятность сломать пострадавшему зубы (как частично, так и полностью) либо порвать внутренние покровы щёк и нёба.